# Baccon
Baccon és un municipi francès, situat al departament del Loiret i a la regió de Centre. L'any 2007 tenia 656 habitants.

## Demografia

### Població
El 2007 la població de fet de Baccon era de 656 persones. Hi havia 234 famílies, de les quals 34 eren unipersonals (19 homes vivint sols i 15 dones vivint soles), 82 parelles sense fills, 111 parelles amb fills i 7 famílies monoparentals amb fills.
La població ha evolucionat segons el següent gràfic:
Habitants censats

### Habitatges
El 2007 hi havia 266 habitatges, 237 eren l'habitatge principal de la família, 13 eren segones residències i 15 estaven desocupats. 257 eren cases i 6 eren apartaments. Dels 237 habitatges principals, 204 estaven ocupats pels seus propietaris, 31 estaven llogats i ocupats pels llogaters i 2 estaven cedits a títol gratuït; 8 tenien dues cambres, 16 en tenien tres, 53 en tenien quatre i 160 en tenien cinc o més. 200 habitatges disposaven pel capbaix d'una plaça de pàrquing. A 79 habitatges hi havia un automòbil i a 151 n'hi havia dos o més.

### Piràmide de població
La piràmide de població per edats i sexe el 2009 era:
| Homes | Edats   | Dones |
| ----- | ------- | ----- |
| 0     | 95 o +  | 4     |
| 0     | 90 a 94 | 8     |
| 8     | 85 a 89 | 4     |
| 0     | 80 a 84 | 4     |
| 8     | 75 a 79 | 8     |
| 12    | 70 a 74 | 8     |
| 16    | 65 a 69 | 24    |
| 8     | 60 a 64 | 16    |
| 12    | 55 a 59 | 12    |
| 40    | 50 a 54 | 16    |
| 32    | 45 a 49 | 20    |
| 16    | 40 a 44 | 20    |
| 36    | 35 a 39 | 24    |
| 24    | 30 a 34 | 20    |
| 16    | 25 a 29 | 20    |
| 12    | 20 a 24 | 16    |
| 28    | 15 a 19 | 12    |
| 4     | 10 a 14 | 20    |
| 44    | 5 a 9   | 8     |
| 12    | 0 a 4   | 24    |

## Economia
El 2007 la població en edat de treballar era de 409 persones, 310 eren actives i 99 eren inactives. De les 310 persones actives 294 estaven ocupades (154 homes i 140 dones) i 14 estaven aturades (7 homes i 7 dones). De les 99 persones inactives 44 estaven jubilades, 32 estaven estudiant i 23 estaven classificades com a «altres inactius».

### Ingressos
El 2009 a Baccon hi havia 258 unitats fiscals que integraven 722,5 persones, la mediana anual d'ingressos fiscals per persona era de 20.463 €.

### Activitats econòmiques
Dels 17 establiments que hi havia el 2007, 1 era d'una empresa extractiva, 2 d'empreses de fabricació d'altres productes industrials, 3 d'empreses de construcció, 5 d'empreses de comerç i reparació d'automòbils, 1 d'una empresa d'hostatgeria i restauració, 1 d'una empresa financera, 1 d'una empresa immobiliària, 2 d'empreses de serveis i 1 d'una entitat de l'administració pública.
Dels 2 establiments de servei als particulars que hi havia el 2009, 1 era una fusteria i 1 electricista.
L'any 2000 a Baccon hi havia 28 explotacions agrícoles que ocupaven un total de 3.168 hectàrees.

## Equipaments sanitaris i escolars
El 2009 hi havia una escola elemental integrada dins d'un grup escolar amb les comunes properes formant una escola dispersa.

## Poblacions més properes
El següent diagrama mostra les poblacions més properes.